# Gian Casanova
Gian Casanova (* 5. März 2000 in Walenstadt) ist ein Schweizer Snowboarder. Er startet in den Paralleldisziplinen.

## Werdegang
Casanova, der für den SSC Rätia Chur startet, nahm im Dezember 2015 in Hochfügen erstmals am Europacup teil und errang dabei die Plätze 59 und 51 im Parallel-Riesenslalom. In den folgenden Jahren kam er bei den Juniorenweltmeisterschaften 2016 in Rogla auf den 24. Platz im Parallelslalom sowie auf den 21. Rang im Parallel-Riesenslalom, bei den Juniorenweltmeisterschaften 2017 am Klínovec auf den 38. Platz im Parallel-Riesenslalom sowie auf den neunten Rang im Parallelslalom und bei den Juniorenweltmeisterschaften 2018 in Cardrona auf den 17. Platz im Parallel-Riesenslalom sowie auf den vierten Rang. Sein Debüt im Snowboard-Weltcup gab er zu Beginn der Saison 2018/19 im Carezza, welches er auf dem 51. Platz im Parallel-Riesenslalom beendete. Im weiteren Saisonverlauf kam er im Europacup siebenmal unter den ersten Zehn und errang damit den fünften Platz in der Parallelwertung des Europacups. Bei den Juniorenweltmeisterschaften 2019 in Rogla belegte er den 14. Platz im Parallelslalom und den 13. Rang im Parallel-Riesenslalom. Im folgenden Jahr gewann er bei den Juniorenweltmeisterschaften im Lachtal die Bronzemedaille im Parallelslalom. Zudem wurde er dort Neunter im Parallel-Riesenslalom. In der Saison 2020/21 erreichte er im Europacup mit drei Top-Zehn-Platzierungen, darunter Platz zwei in Lenzerheide erneut den fünften Platz in der Parallelwertung. Beim Saisonhöhepunkt, den Snowboard-Weltmeisterschaften 2021 in Rogla, belegte er den 31. Platz im Parallelslalom und den 29. Rang im Parallel-Riesenslalom. Im folgenden Jahr errang er mit Platz acht im Parallelslalom in Bad Gastein seine erste Top-Zehn-Platzierung im Weltcup und in Peking bei seiner ersten Olympiateilnahme den 28. Platz im Parallel-Riesenslalom. Zu Beginn der Saison 2022/23 holte er in Winterberg zusammen mit Ladina Jenny im Teamwettbewerb seinen ersten Weltcupsieg.
Seine Schwester Lara Casanova ist ebenfalls als Snowboarderin aktiv.

## Erfolge

### Teilnahmen an Weltmeisterschaften und Olympischen Winterspielen

#### Olympische Winterspiele
- 2022 Peking: 28. Platz Parallel-Riesenslalom

#### Snowboard-Weltmeisterschaften
- 2021 Rogla: 29. Platz Parallel-Riesenslalom, 31. Platz Parallelslalom
- 2023 Bakuriani: 8. Platz Parallel-Riesenslalom, 13. Platz Parallelslalom
- 2025 Engadin: 21. Platz Parallel-Riesenslalom, 21. Platz Parallelslalom, 35. Platz Parallel-Team

### Weltcupsiege und Weltcup-Gesamtplatzierungen

#### Weltcupsiege im Team
| Nr. | Datum             | Ort          | Disziplin      |
| --- | ----------------- | ------------ | -------------- |
| 1.  | 10. Dezember 2022 | Winterberg 1 | Parallelslalom |

#### Weltcup-Gesamtplatzierungen
| Saison  | Parallel | Parallel | Parallel-Riesenslalom | Parallel-Riesenslalom | Parallelslalom | Parallelslalom |
| Saison  | Punkte   | Platz    | Punkte                | Platz                 | Punkte         | Platz          |
| ------- | -------- | -------- | --------------------- | --------------------- | -------------- | -------------- |
| 2018/19 | 72,8     | 57.      | 37,6                  | 63.                   | 35,2           | 52.            |
| 2019/20 | 129,7    | 53.      | 129,7                 | 47.                   | -              | -              |
| 2021/22 | 38       | 37.      | 1                     | 47.                   | 37             | 24.            |
| 2022/23 | 48       | 33.      | 29                    | 29.                   | 19             | 33.            |
| 2023/24 | 115      | 26.      | 90                    | 22.                   | 25             | 30.            |
| 2024/25 | 155      | 28.      | 113                   | 26.                   | 42             | 26.            |